# Les souvenirs ne sont pas à vendre
Pour les articles homonymes, voir Les Souvenirs (homonymie).
Pour plus de détails, voir Fiche technique et Distribution.
Les souvenirs ne sont pas à vendre est un film français réalisé par Robert Hennion, sorti en 1948.

## Fiche technique
- Titre : Les souvenirs ne sont pas à vendre
- Réalisation : Robert Hennion
- Scénario : Pierre Apestéguy
- Collaboration scénaristique :  Paul Achard, Michel de Saint Pierre, Gabriel Timmory et Robert Hennion (adaptation)
- Dialogues : Pierre Apestéguy
- Photographie : Willy Faktorovitch
- Son : Maurice Vareille
- Décors : Aimé Bazin
- Montage : Robert Isnardon
- Musique : Louiguy
- Tournage : du 16 février au 24 avril 1948
- Production : Eusko Films - Les Films Azur
- Pays :  France
- Genre : Comédie dramatique
- Durée : 87 minutes
- Date de sortie : 
  - France : 17 septembre 1948

## Distribution
- Blanchette Brunoy : Jeanne
- Sophie Desmarets : Brigitte
- Colette Darfeuil : Marie-Hélène
- Jean-Jacques Delbo : Max
- Maurice Baquet : Rondo
- Franck Villard : Jean
- Martine Carol : Sonia
- Alexandre Rignault : Sancelmoz
- Monique Delavaud : Tinita
- Max Maxudian : Dupuis
- Pierre Juvenet : un locataire
- Jacques Famery : Georges
- Robert Favart : Bressanges
- Yvonne Gaudeau : Madeleine
- Gautier-Sylla : le père de Tinita
- France Ellys : Maria
- Arsenio Freygnac : le frère de Tinita
- Robert Hommet : Lord Brookfield
- Marthe Sarbel : une invitée
- Gilles Watteaux : François
- Nicolas Amato
- Blanche Ariel
- Jacqueline Caurat
- Pierre Chabot
- Marc Doelnitz
- Lucette Dorignac
- Lydia Greynor
- Robert Hossein
- Philippe Lorrain
- Robert Marcy
- Henri Villemur